# Paolo Ferrari (aktor)
Paolo Ferrari (ur. 26 lutego 1929 w Brukseli, zm. 6 maja 2018 w Rzymie) – włoski aktor filmowy, radiowy i telewizyjny. Występował także jako Tao Ferrari.
Urodził się w Brukseli, gdzie jego ojciec w tym czasie pełnił funkcję włoskiego konsula w Kongo Belgijskim i był w Belgii członkiem misji dyplomatycznej. Jego matka, Giulietta, była pianistką. W wieku dziewięciu lat zadebiutował jako syn kuriera w historycznym filmie Alessandra Blasettiego Ettore Fieramosca (1938). Stał się znany jako Balilla Paolo, postać grana w licznych programach radiowych dla dzieci i młodzieży w czasach faszystowskich. Po wojnie studiował na Accademia Nazionale di Arte Drammatica Silvio D'Amico. 
W 1956 ożenił się z aktorką Mariną Bonfigli (ur. 1930, zm. 2015), z którą miał dwóch synów: Fabio (ur. 14 października 1959 w Rzymie) i Daniela. Z czasem doszło do rozwodu, a w 1970 poślubił Laurę Tavanti, z którą miał syna Stephena.

## Filmografia
- 1954: Totò cerca pace jako kuzyn Celestino
- 1957: Susanna tutta panna jako Tao
- 1958: Gambe d'oro jako Aldo Maggi
- 1960: Damy (Le signore) jako Giorgio
- 1961: Akiko jako Terzo Braccio
- 1962: Dni są policzone (I Giorni contati) jako Vincio
- 1962: I Don Giovanni della Costa Azzurra jako Michele
- 1964: Głos na sprzedaż (Le voci bianche) jako Meo
- 1965: Lo scippo
- 1967: L'affare Kubinsky (TV) jako Gustav Wiesinger
- 1967: Pronto... c'è una certa Giuliana per te jako ojciec Paola
- 1969: Io, Emmanuelle jako Raffaello
- 1969-71: Nero Wolfe jako Archie Goodwin
- 1994: Tutti gli anni una volta l'anno jako Francesco
- 2002: Studenci (Stiamo bene insieme)
- 2004-2006: Orgoglio jako Giuseppe Obrofari